# Chrysops neavei
Chrysops neavei är en tvåvingeart som beskrevs av Austen 1911. Chrysops neavei ingår i släktet Chrysops och familjen bromsar.
Artens utbredningsområde är Angola. Inga underarter finns listade i Catalogue of Life.